# Place Dauphine
De Place Dauphine ("Plein van de Kroonprins") is een plein in het centrum van de Franse hoofdstad Parijs, gelegen op het Île de la Cité in het 1e arrondissement. De naam verwijst naar de toenmalige dauphin (kroonprins) van Frankrijk, de latere koning Lodewijk XIII.
Het driehoekige plein is een van de oudste van Parijs. Met zijn afwisselende gevels, enkele nog in late renaissancestijl, geniet het sinds 1950 bescherming als monument historique. Samen met de Place des Vosges, de Place des Victoires, de Place Vendôme en de Place de la Concorde is het een van de vijf koninklijke pleinen van Parijs.

## Ligging, inrichting en bereikbaarheid
De Place Dauphine is gesitueerd aan de westkant van het Île de la Cité op het punt waar dit eiland in de Seine eindigt in een spitse punt. De punt zelf is geen onderdeel van het plein. Hier ligt het Square du Vert-Galant, een klein park met uitzicht op beide takken van de Seine en met een verhoogd platform waarop het standbeeld van Hendrik IV staat, de bouwheer van de Place Dauphine. Tussen het standbeeld en het plein ligt de Pont Neuf, die de zuidelijke oever (Rive Gauche) verbindt met de noordelijke (Rive Droite) en halverwege het eiland 'aandoet'. In de onmiddellijke omgeving van het plein bevinden zich verder het Palais de Justice (met de Sainte-Chapelle en de Conciergerie) en de Pont au Change. Iets verder naar het oosten, maar nog steeds op het Île de la Cité, liggen het Hôtel Dieu, het Ancien Cloître Quartier en de kathedraal Notre-Dame. Op de rechteroever van de Seine liggen op korte loopafstand de Rue de Rivoli en het Louvre.
Het 102 meter lange en maximaal 67 meter brede plein heeft een oppervlakte van circa 400 m². Onder het plein ligt een parkeergarage. Het middendeel is verkeersvrij en met bomen beplant. Vanaf de Pont Neuf in het westen geeft een kort, smal straatje, de Rue Henri-Robert, toegang tot het intieme plein. Aan de oostzijde opent het plein zich als het ware naar de rest van de stad. Hier ligt de Rue de Harlay, die aansluit op de Seine-oevers. Aan de noordzijde loopt de Quai de l'Horloge, aan de zuidzijde de Quai des Orfèvres. Hoewel ingeklemd tussen twee armen van de Seine is er nergens op het plein direct contact met het water. De achterkanten van de gebouwen aan de Place Dauphine hebben in veel gevallen wel uitzicht op de rivier.
Het plein ligt in de nabijheid van de metrostations Pont Neuf  en Cité .

## Geschiedenis
Het plein is aangelegd op de plaats waar vroeger drie kleine eilandjes in de Seine lagen: het Île aux Juifs ("Jodeneiland"), het Île des Passeur-aux-Vaches ("Koeiensmokkelaarseiland") en het Îlot de la Gourdaine (genoemd naar een nabije molen). Op deze plaats werd op 11 maart 1314 Jacques de Molay, grootmeester van de Orde der tempeliers, terechtgesteld. Ten behoeve van de bouw van de Pont Neuf, van 1578 tot 1607, werden de drie eilandjes bij het Île de la Cité gevoegd. Koning Hendrik IV besloot om de ruimte die overbleef te bestemmen voor particuliere bewoning. Het terrein grensde direct aan de koninklijke tuinen die aan de westzijde van het Palais de la Cité lagen.

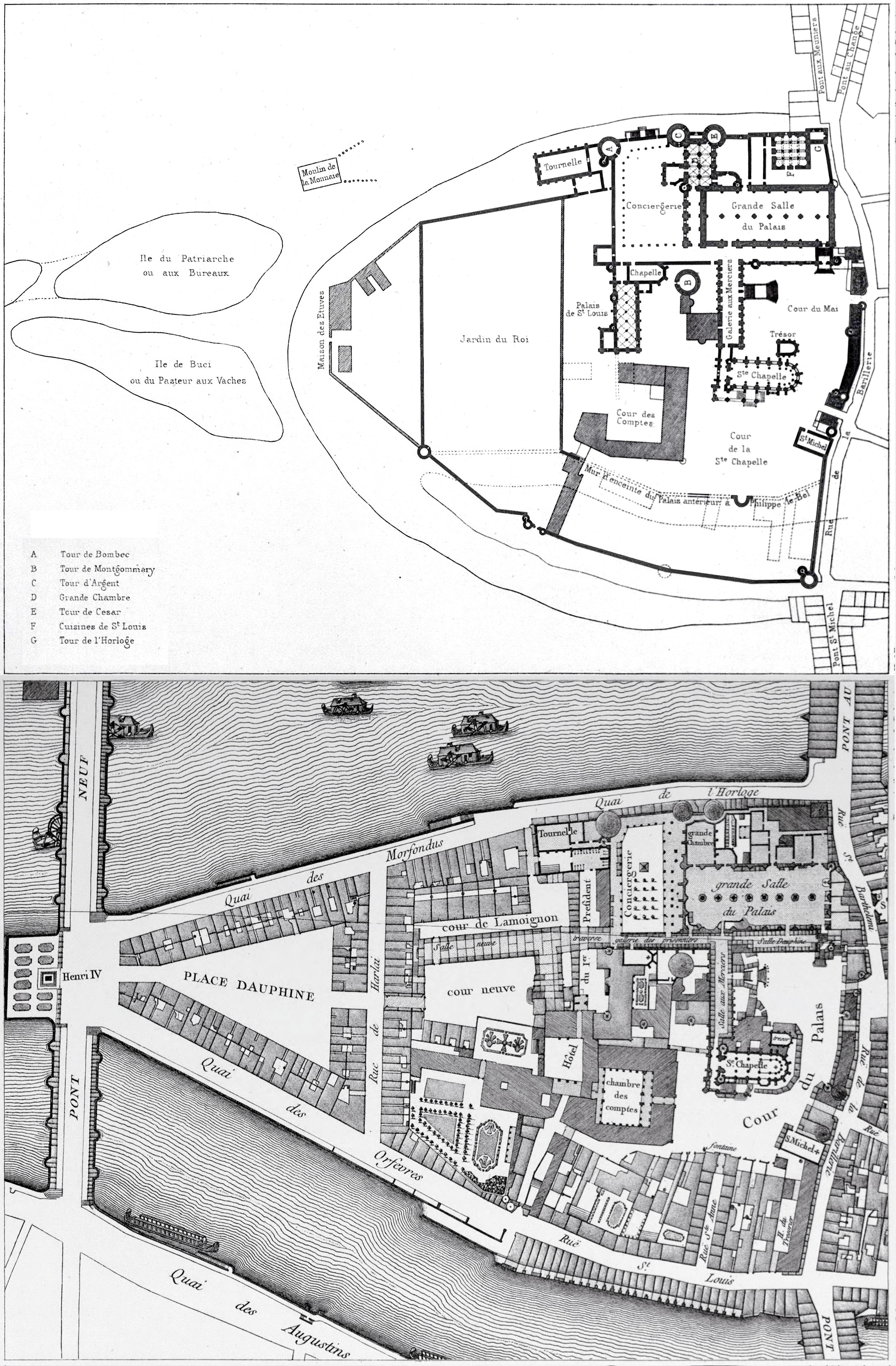
Boven: het westelijk deel van het île de la Cité in 1380;
onder: hetzelfde gebied in 1754

In 1607 ontving de eerste president van het Parlement van Parijs, Achille de Harlay, toestemming om hier een driehoekig plein te bouwen. In mei van dat jaar werd het terrein kosteloos aan hem overgedaan, op voorwaarde dat de nieuw te bouwen huizen volgens vastgelegde architecturale normen werden ontworpen. Het oorspronkelijke plein telde tweeëndertig identieke huizen van drie etages, gebouwd van rode baksteen en contrasterende gele kalksteen, de daken gedekt met leisteen. Het was een besloten, in zichzelf gekeerd plein, met slechts twee doorgangen, waarvan alleen die aan de westkant nog bestaat. Gelegen in de nabijheid van de kathedraal en twee koninklijke paleizen (de Conciergerie en het Louvre) ontwikkelde de Place Dauphine zich als centrum voor vaklieden, met name goudsmeden, graveurs en brillenmakers. In de loop der eeuwen werden de meeste panden verbouwd of vervangen door nieuwbouw.
In de achttiende eeuw waren er diverse plannen om het plein te moderniseren, ter meerdere glorie van de regerende koningen. In 1748 stelde Germain Boffrand voor om een geheel nieuw plein aan te leggen op de plaats van de Place Dauphine, Place Louis XV genoemd. Midden op het halfronde plein zou een triomfzuil verrijzen met een standbeeld van koning Lodewijk XV. In 1787 presenteerde de architect Jacques-Pierre Gisors aan Lodewijk XVI een plan voor de omgeving van de twee huizen die de toegang van het plein vanaf de Pont Neuf markeren. Na sloop van de huizen moest hier een triomfboog verrijzen die als achtergrond zou dienen voor een nieuw ruiterstandbeeld van de koning, geplaatst tegenover dat van zijn voorvader Hendrik IV. Beide plannen bleven onuitgevoerd.
Tijdens de Franse Revolutie kregen alle straten en pleinen met koninklijke namen een nieuwe naam. Tussen 1792 en 1814 droeg het plein de naam Place de Thionville ter herinnering aan het heldhaftige verzet van de inwoners en het garnizoen van Thionville tegen de Pruisische legers in 1792. Van 1803 tot 1874 bevond zich op het plein de fontein van Desaix, opgericht ter ere van generaal Louis-Charles-Antoine Desaix, een van Naopeons favorieten, gesneuveld op 31-jarige leeftijd tijdens de Slag bij Marengo in 1800. Het monument werd in 1874 gedemonteerd en weer opgebouwd in Riom, de geboorteplaats van Desaix.
In 1874 werd op initiatief van Eugène Viollet-le-Duc de even zijde van de Rue de Harlay afgebroken, tevens de oostwand van de Place Dauphin, om zo het zicht op de neoclassicistische gevel van de vanaf 1854 gerealiseerde uitbreiding van het Palais de Justice te verbeteren. De Place Dauphine werd daardoor onherstelbaar verminkt en verloor zijn karakter als besloten ruimte. Door de aanplant van bomen heeft men geprobeerd de ontbrekende westwand te camoufleren.
Door de aanleg van een ondergrondse parkeergarage heeft men de helling waar het plein last van had enigszins kunnen corrigeren. Begin 21e eeuw zijn op het plein enkele kunsthandels en café-restaurants gevestigd, waardoor het plein veel bezocht wordt. Echt druk is het er zelden.

## Gebouwen en bewoners
De bebouwing rondom de Place Dauphine, hoewel verminkt in de negentiende eeuw, is gevarieerd en voor een deel van historisch of architectonisch belang. Enkele huizen zijn nog zeventiende- of achttiende-eeuws en kunnen worden omschreven als hôtels particuliers, adellijke herenhuizen. Van de 32 identieke hôtels uit 1607 bevinden er zich nog maar twee in de oorspronkelijke staat en deze liggen slechts gedeeltelijk aan het plein; ze vormen de toegang tot het plein vanaf de Pont Neuf. Het gehele plein is sinds 1950 een monument historique. Veel panden zijn ook individueel beschermd. Aan de zuidkant van het plein zijn dat de oneven huisnummers 13 t/m 31, en aan de noordzijde de even nummers 12 t/m 16 en 24 t/m 28.

Place Dauphine, bebouwing

Enkele historisch of architectonisch belangwekkende panden:
- nr. 7: Vert-Galant-gebouw, luxueus woongebouw op de hoek van de Rue de Harlay, ontworpen door Henri Sauvage in 1932;[2]
- nr. 15: Simone Signoret en Yves Montand woonden in dit monumentale pand, eerst samen, later Montand alleen.
- nr. 23: Galerie des Orfèvres, voormalige kunstgalerie, later architectenbureau Marnez;
- nr. 24: sinds 1926 uitgeverij Marcelle Lesage;[3]
- nr. 26: monumentaal pand op de locatie van de brandstapel waarop Jacques de Molay, laatste grootmeester van de Orde van de tempeliers in 1314 stierf;
- nr. 28: oorspronkelijk hôtel uit 1605 met diverse bekende bewoners, onder anderen Anne Félicité Colombe, Camille Pissarro en André Antoine;[4]
- nr. 31: eveneens een oorspronkelijk hôtel uit 1605.

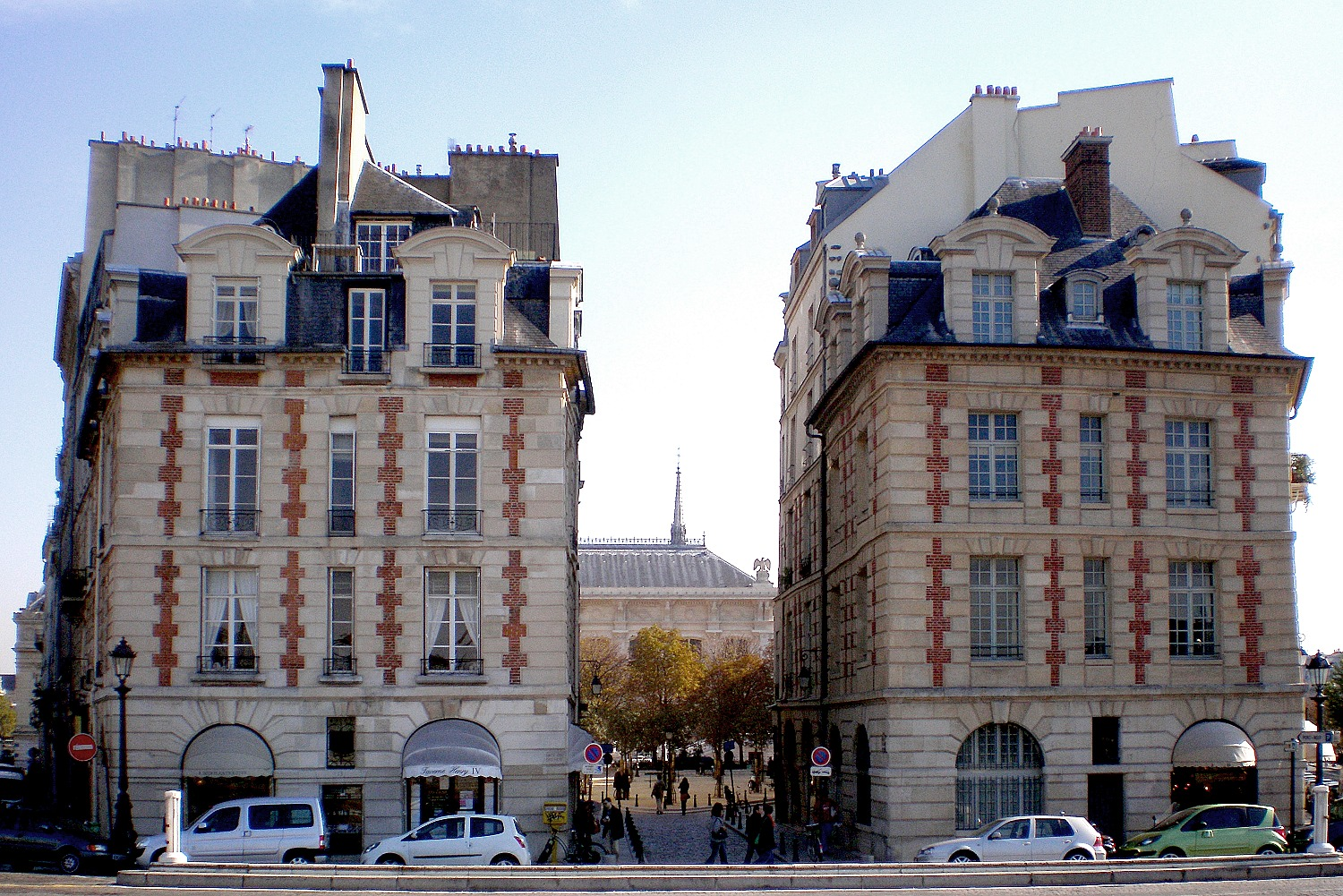
Nrs. 28 & 31, beide uit 1607
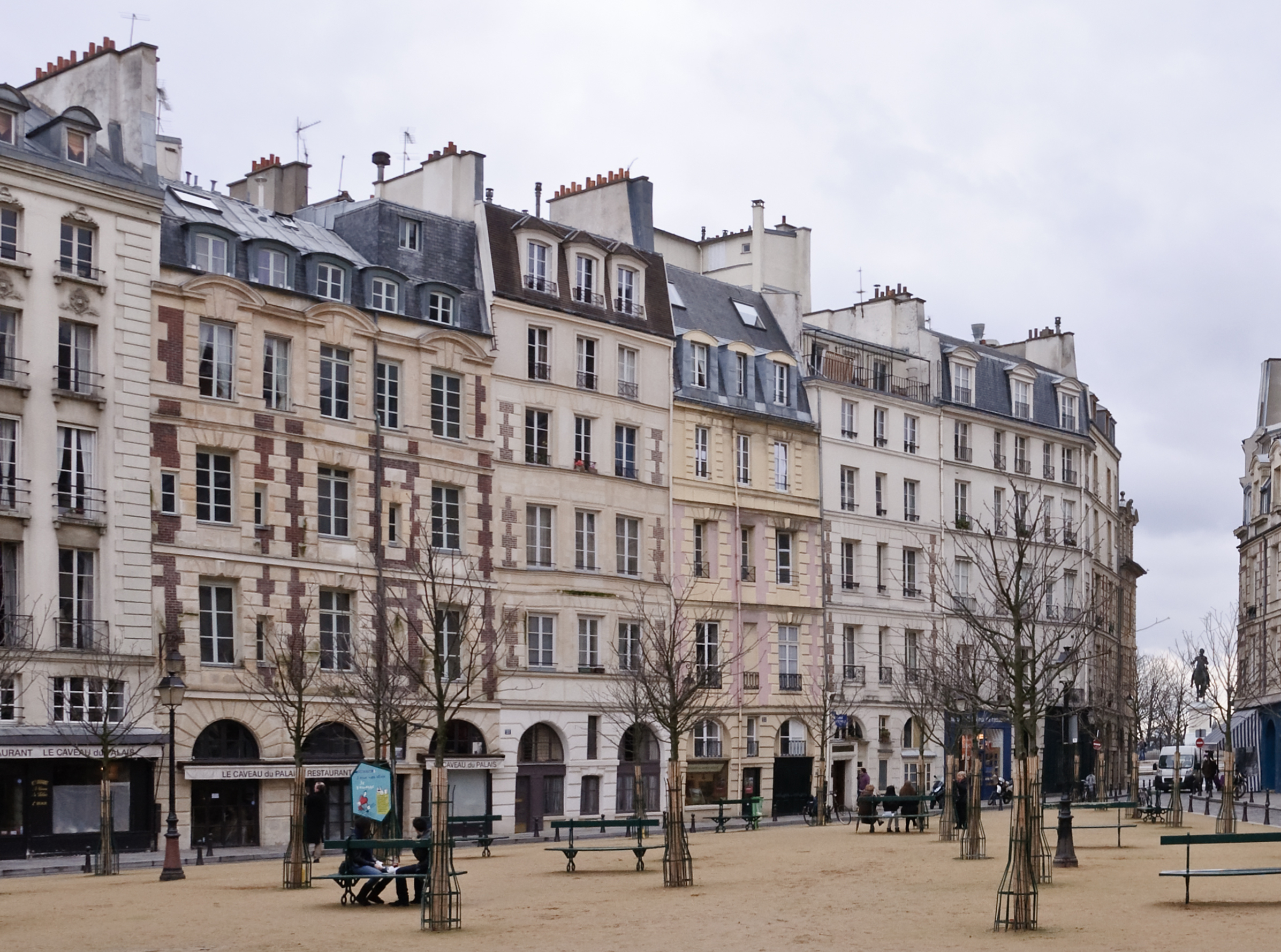
Bebouwing zuidzijde
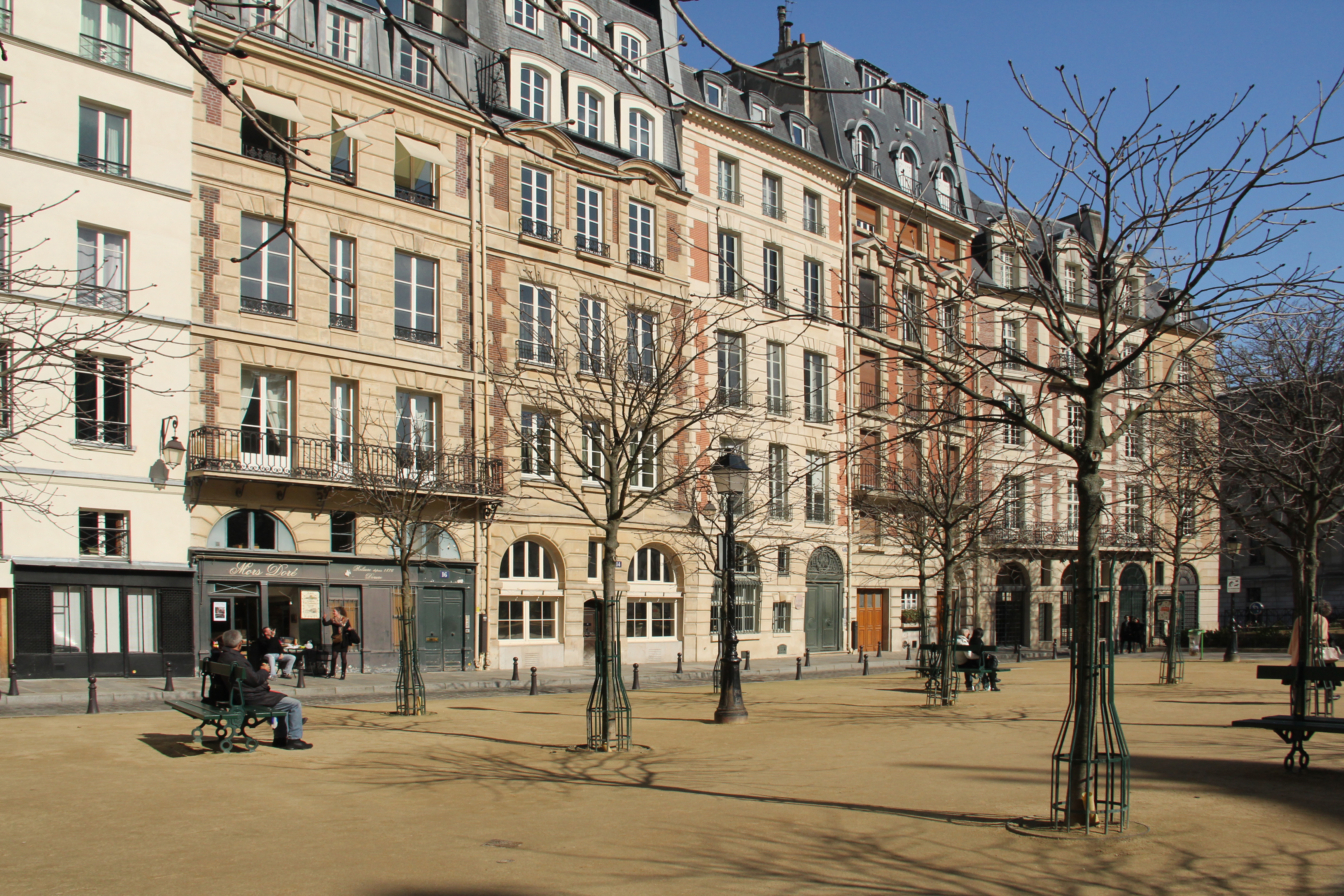
Bebouwing noordzijde
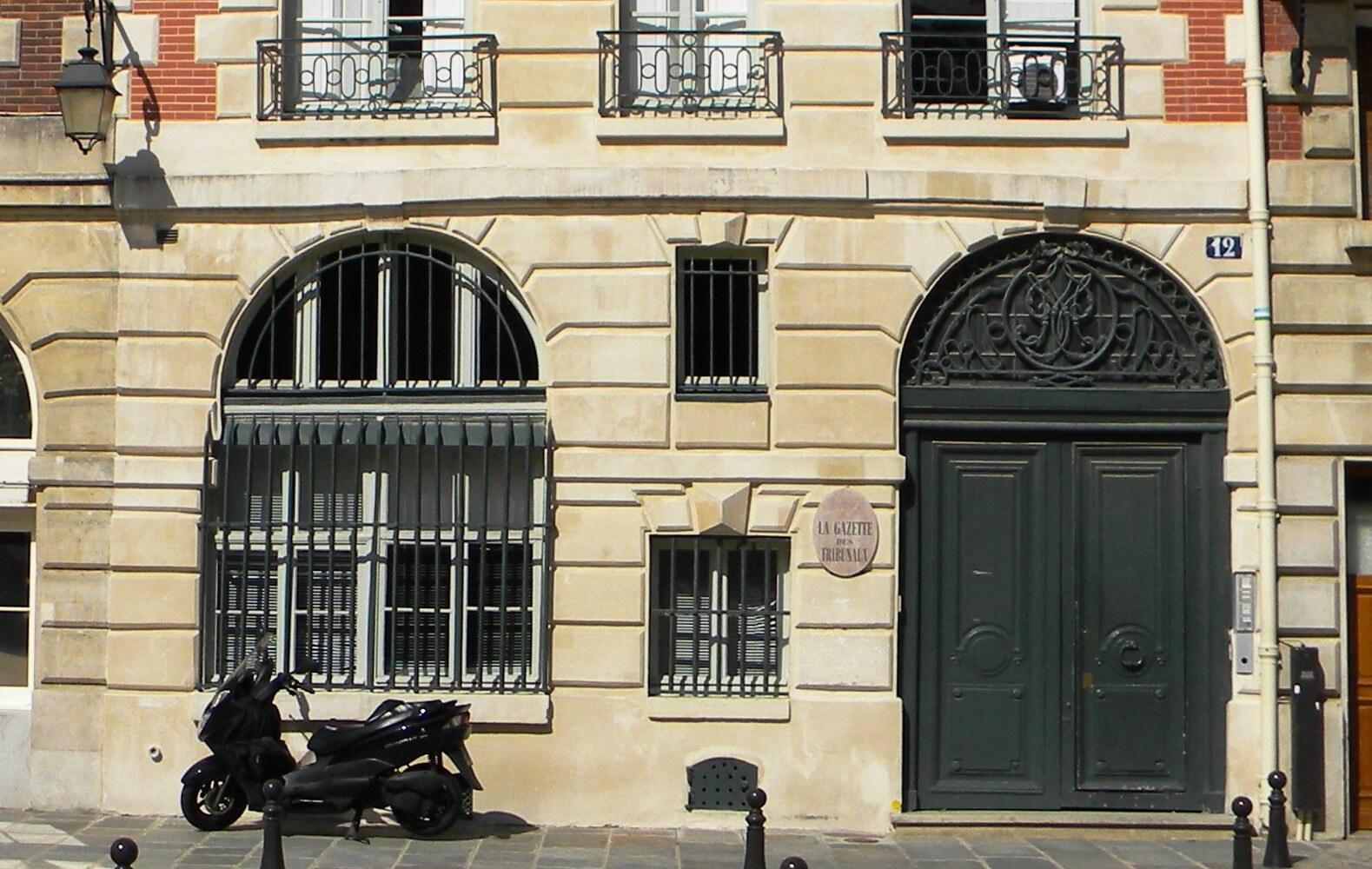
Detail nr. 12

## Verwijzingen naar Place Dauphine
- De Place Dauphine wordt genoemd in de novelle La Main enchantée ("De betoverde hand") van Gérard de Nerval uit 1832.
- Het plein figureert in de roman Les Dieux ont soif ("De goden hebben dorst") van Anatole France uit 1912.
- Het lied Il est cinq heures, Paris s'éveille van Jacques Dutronc uit 1968 opent met de tekst: "Je suis le dauphin de la place Dauphine [...]".

- Virtual International Authority File: 246265986
- WorldCat: E39PBJxd3FCWwG9CxWqC8M9VYP

Place de la Bastille ·
Place de la Bataille-de-Stalingrad ·
Place Charles de Gaulle ·
Place du Châtelet ·
Place de Clichy ·
Place de la Concorde ·
Place Dauphine ·
Place Diana ·
Place du Dix-Huit Juin 1940 ·
Place de l'Europe - Simone Veil ·
Place de l'Hôtel-de-Ville - Esplanade de la Libération ·
Place d'Italie ·
Square Jean XXIII ·
Place de la Nation ·
Place de l'Opéra ·
Place du Palais-Royal ·
Place du Panthéon ·
Place du Parvis-Notre-Dame ·
Place Pigalle ·
Place de la République ·
Place Saint-Michel ·
Place de la Sorbonne ·
Place du Tertre ·
Place du Trocadéro ·
Place Vauban ·
Place Vendôme ·
Place des Victoires ·
Place des Vosges